# Секі (Ґіфу)

35°29′45″ пн. ш. 136°55′4″ сх. д. / 35.49583° пн. ш. 136.91778° сх. д.
Се́кі (яп. 関市, せきし, МФА: [sekʲi̥ ɕi]) — місто в Японії, в префектурі Ґіфу.

## Короткі відомості
Розташоване в центральній частині префектури, на березі річки Наґара. Виникло на основі середньовічного ремісничого поселення ковалів-мечників. Отримало статус міста 1950 року. Основою економіки є харчова промисловість, металургія, виготовлення ножів і лез, залізного посуду та сільськогосподарських знарядь. Станом на 1 квітня 2009 площа міста становила 472,84 км². 

## Демографія
За даними японського перепису населення, чисельність населення Секі досягла піка приблизно у 2000 році та відтоді зменшується. Станом на 1 липня 2011 населення міста становило 91 263 осіб.